# Litophyton

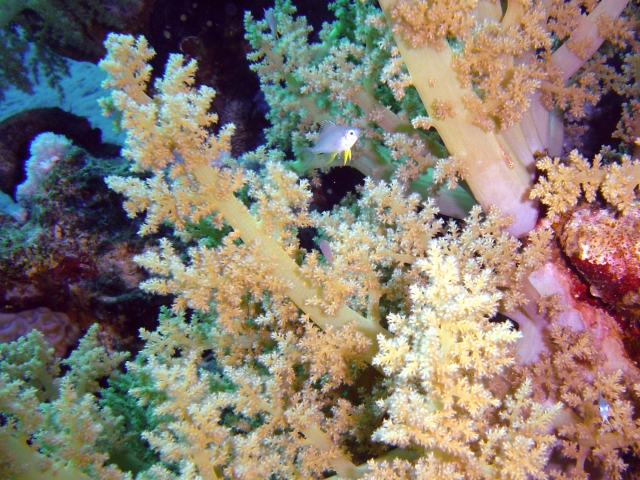
Litophyton arboreum

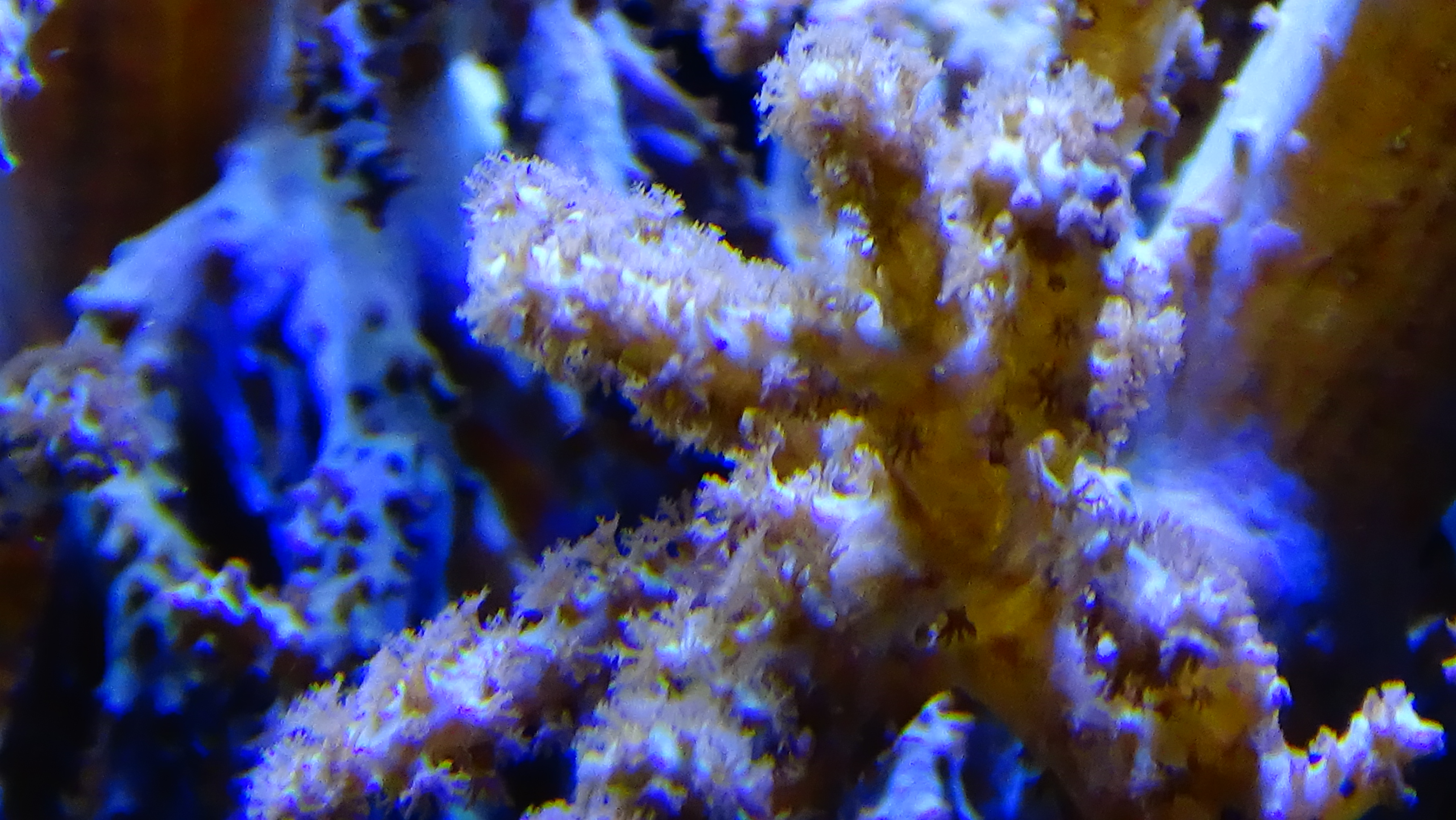
Detalle de pólipos de L. arboreum con tentáculos expandidos.

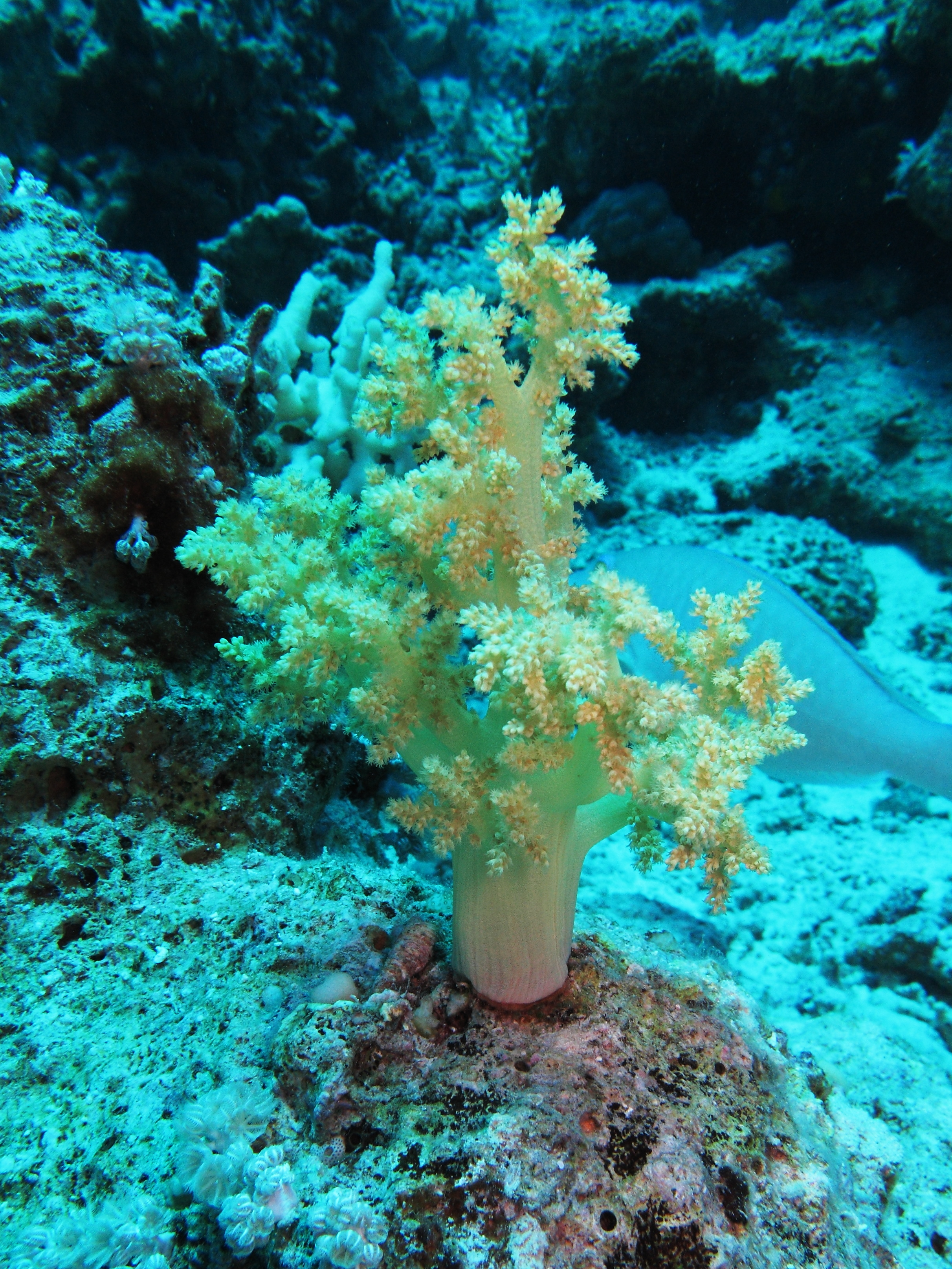
Litophyton arboreum en Umm Khararim, Egipto

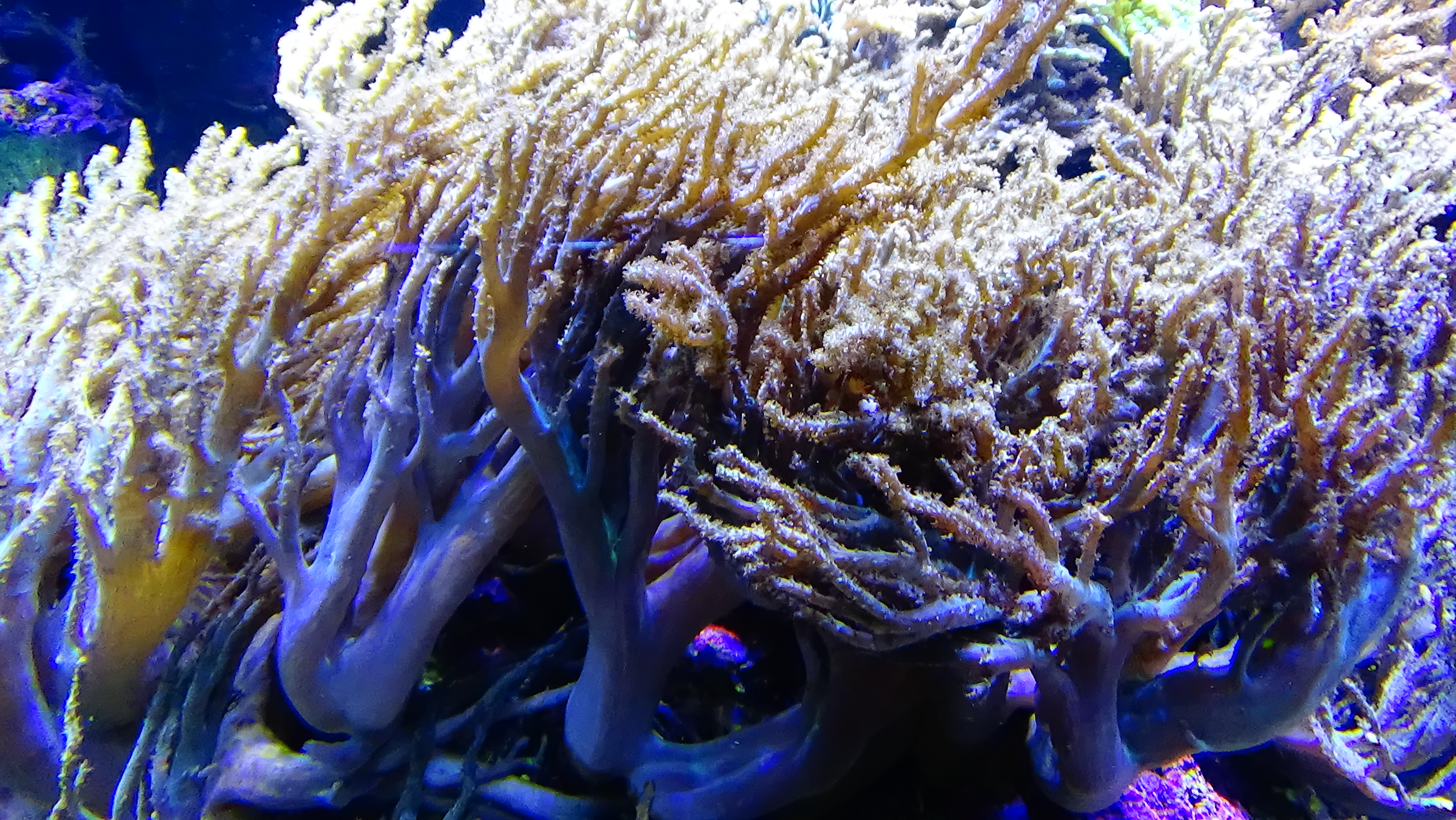
L. arboreum en el Aquarium Porte Dorée

Litophyton es un género de corales de la familia Alcyoniidae, subclase Octocorallia, clase Anthozoa.
Este género pertenece a los llamados corales blandos, así denominados porque, al contrario de los corales duros del orden Scleractinia, no generan un esqueleto de carbonato cálcico, por lo que no son generadores de arrecife. 

## Especies
El Registro Mundial de Especies Marinas acepta las siguientes especies en el género:
- Litophyton acuticonicum (Verseveldt, 1974)
- Litophyton amentaceum (Studer, 1894)
- Litophyton arboreum. Forsskål, 1775
- Litophyton bayeri (Verseveldt, 1966)
- Litophyton berdfordi (Shann, 1912)
- Litophyton brassicum (Kükenthal, 1903)
- Litophyton bumastum (Verseveldt, 1973)
- Litophyton capnelliformis (Thomson & Dean, 1931)
- Litophyton carnosum. (Kükenthal)
- Litophyton cervispiculosum (Thomson & Dean, 1931)
- Litophyton chabrolii (Andouin, 1828)
- Litophyton columnaris (Studer, 1895)
- Litophyton compactum (Verseveldt, 1966)
- Litophyton concinnum (Kükenthal, 1905)
- Litophyton corallinum (Kükenthal, 1910)
- Litophyton crassum (Kükenthal, 1903)
- Litophyton cupressiformis (Kükenthal, 1903)
- Litophyton curvum van Ofwegen, 2016
- Litophyton debilis (Kükenthal, 1895)
- Litophyton digitatum (Wright & Studer, 1889)
- Litophyton elongatum (Kükenthal, 1895)
- Litophyton erectum (Kükenthal, 1903)
- Litophyton erinaceum. Kükenthal
- Litophyton filamentosum (Verseveldt, 1973)
- Litophyton formosanum. Kükenthal, 1903
- Litophyton fulvum. Forsskål, 1775
- Litophyton globulosum (May, 1899)
- Litophyton gracillimum (Thomson & Dean, 1931)
- Litophyton graeffei. (Kükenthal, 1896)
- Litophyton griseum (Kükenthal, 1895)
- Litophyton juniperum (Thomson & Dean, 1931)
- Litophyton laevis (Kükenthal, 1913)
- Litophyton lanternarium (Verseveldt, 1973)
- Litophyton legiopolypum (Verseveldt & Alderslade, 1982)
- Litophyton lighti. Roxas, 1933
- Litophyton liltvedi. Verseveldt & Williams, 1988
- Litophyton maldivensis. (Hickson, 1905)
- Litophyton mollis (Macfadyan, 1936)
- Litophyton nigrum (Kükenthal, 1895)
- Litophyton orientale. Roxas, 1933
- Litophyton pacificum (Kükenthal, 1903)
- Litophyton pyramidalis (Kükenthal, 1895)
- Litophyton ramosum. (Quoy & Gaimard, 1833)
- Litophyton rigidum. Light
- Litophyton rubrum (Kükenthal, 1910)
- Litophyton savignyi (Ehrenberg, 1834)
- Litophyton setoensis (Utinomi, 1954)
- Litophyton sibogae (Thomson & Dean, 1931)
- Litophyton simulatum (Verseveldt, 1970)
- Litophyton sphaerophorum (Kükenthal, 1903)
- Litophyton striatum (Kükenthal, 1903)
- Litophyton tenuis (Kükenthal, 1896)
- Litophyton thujarium (Kükenthal, 1903)
- Litophyton tongaensis (Kükenthal, 1903)
- Litophyton viridis. (May, 1898)

## Morfología

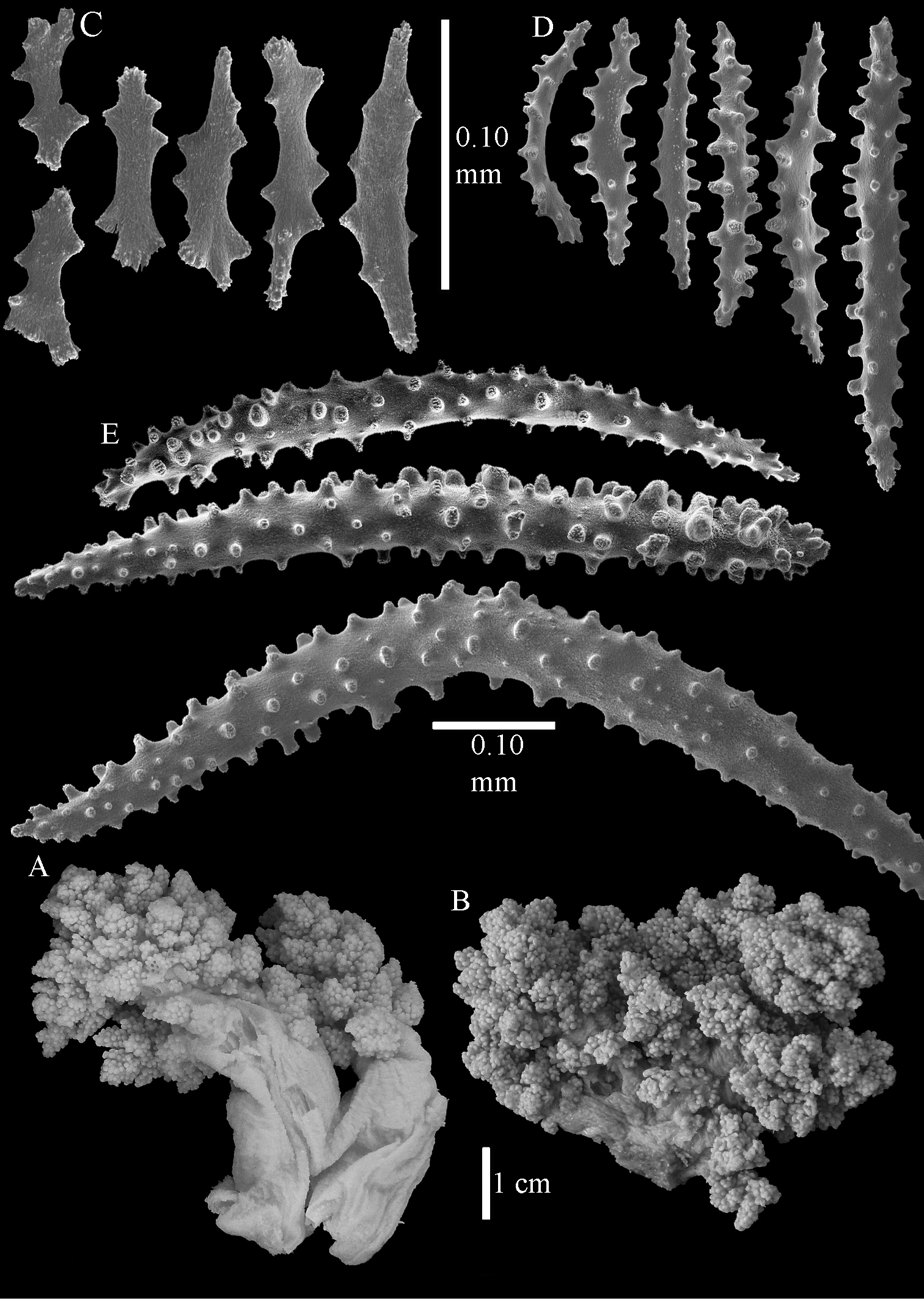
Litophyton acuticonicum. A y B: Ejemplares de Sinaí, mar Rojo. C: barritas de tentáculo D: husos del cuerpo del pólipo E: husos del haz de apoyo. La escala de E aplica a D.

Las colonias de pólipos tienen forma arbórea, con un pie alargado sobre el que se desarrollan varias ramificaciones, en cuyo extremo brotan los pólipos, que tienen 8 tentáculos y se pueden retraer totalmente.
El extremo inferior de la colonia se fija en corales duros o a la roca, a través de unos potentes músculos que impide sea arrancado. 
Como todos los corales cuero, mudan la piel y necesitan de corrientes moderadas para desprenderse de esta forma de las toxinas y plagas acumuladas.
Como sustento de su estructura colonial, presentan pequeñas espículas de carbonato cálcico denominadas escleritos. La forma, distribución y grosor de estos escleritos se emplea para determinar, sin margen de error, la especie a la que pertenece cada individuo recolectado.
Según la especie y el hábitat presenta colores varíados: blanco, crema, marrón, rosa o verde.
Pueden alcanzar los 80 cm.

## Hábitat y distribución
Viven en los bordes y las laderas del arrecife, prefiriendo aguas turbias. Normalmente anclados en rocas y corales muertos. Su rango de profundidad es entre 1,75 y 249 m. Y su rango de temperatura, entre  25.48 y 28.06 °C.
Se les encuentra ampliamente distribuidos en el océano  Indo-Pacífico, desde la costa este africana, Sudáfrica, el mar Rojo, hasta Australia, Japón y el Pacífico central.

## Alimentación
Litophyton contienen gran cantidad de algas simbióticas llamadas zooxantelas. Las algas realizan la fotosíntesis produciendo oxígeno y azúcares, que son aprovechados por los corales, y se alimentan de los catabolitos del coral (especialmente fósforo y nitrógeno). No obstante, se alimentan tanto de los productos que generan estas algas (entre un 75 y un 90 %), como de las presas de fitoplancton, que capturan ayudados de los tentáculos de sus minúsculos pólipos, y de materia orgánica disuelta en el agua.

## Reproducción
Se reproduce con enorme facilidad. Asexualmente, por brotes y por fisión. Sexualmente: las colonias son macho o hembra, y desovan en la columna de agua donde se produce la fertilización. Los óvulos fertilizados evolucionan a una larva ciliada, que deambula unos días hasta fijarse al sustrato. Una vez allí, se convierten en pólipo, y, tras reproducirse asexualmente, conforman la colonia coralina.

## Mantenimiento
Para evitar plagas, que pudieran traer los nuevos corales adquiridos, es beneficioso darles un baño corto de una solución desinfectante con yodo.
Es un coral resistente en cautividad, sensible, no obstante, a los cambios de salinidad y a la radiación ultravioleta. Necesita corriente moderada o fuerte, aunque no directa, para asegurarse de que las mudas de piel que realiza periódicamente se desprendan del animal, de lo contrario, se pueden producir infecciones. La iluminación debe de ser intensa.
Conviene no situarlo junto a otros corales duros, porque desprende sustancias químicas (terpenoides) que resultan tóxicos para ellos.